# Milorad Kovac
Milorad Kovac est un joueur de volley-ball bosniaque né le 22 août 1971 à Ljubinje. Il mesure 2,07 m et jouait central.

## Clubs
| Club            | Pays      | De        | À         |
| --------------- | --------- | --------- | --------- |
| Mladost Zagreb  | / Croatie | 1986-1987 | 1993-1994 |
| Knack Roeselare | Belgique  | 1994-1995 | 1994-1995 |
| Botsfjort       | Norvège   | 1995-1996 | 1995-1996 |
| Knack Roeselare | Belgique  | 1996-1997 | 1996-1997 |
| Zanhoven        | Belgique  | 1997-1998 | 1997-1998 |
| Orestiada       | Grèce     | 1998-1999 | 1998-1999 |
| Mons            | Belgique  | 1999-2000 | 1999-2000 |
| Olympiada Patra | Grèce     | 2000-2001 | 2000-2001 |
| SCC Berlin      | Allemagne | 2001-2002 | 2002-2003 |
| Trieste         | Italie    | 2003-2004 | 2003-2004 |

## Palmarès
- Championnat d'Allemagne : 2003
- Championnat de Croatie : 1992, 1993, 1994
- Coupe de Croatie : 1992, 1993, 1994
- Coupe de Yougoslavie : 1988